# Mount Zion (Illinois)
Mount Zion è un villaggio degli Stati Uniti d'America, situato nello Stato dell'Illinois, nella contea di Macon.